# Historia Minnesoty
Historia Minnesoty
Stan Minnesota powstał ze wschodnich obszarów Terytorium Minnesoty, gdy 11 maja 1858 roku został przyłączony do USA jako 32. stan.

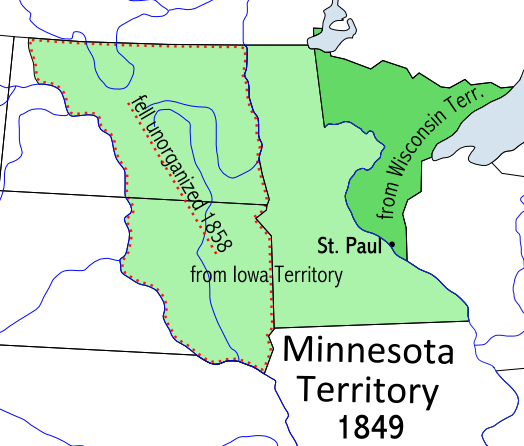
Mapa Terytorium Minnesoty (1849–1858)

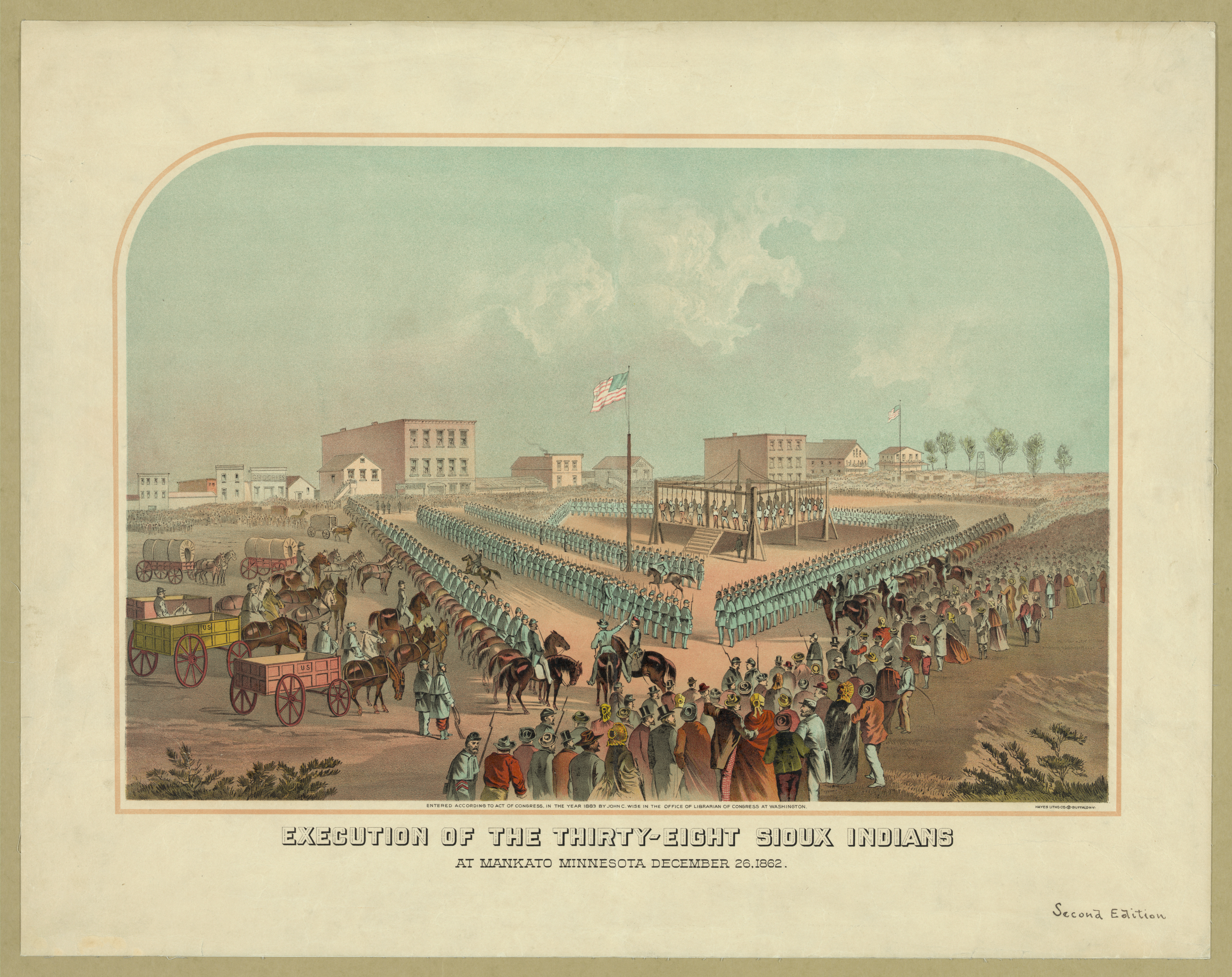
Egzekucja 38 Dakotów w Mankato

Przed przybyciem europejskich kolonistów, Minnesotę zamieszkiwali Odżibwejowie, Dakotowie i inne plemiona indiańskie. Pierwszymi Europejczykami byli francuscy handlarze futrami, którzy przybyli w 1600 r. Później w tym wieku Odżibwejowie rozpoczęli migrację na zachód, prowokując napięcia z Dakotami. Odkrywcy, między innymi tacy jak Daniel Greysolon, Sieur du Lhut, ksiądz Louis Hennepin, Jonathan Carver, Henry Schoolcraft i Joseph Nicollet, skartografowali stan.
Część Minnesoty na wschód od Missisipi została przyłączona do USA po wojnie o niepodległość Stanów Zjednoczonych wraz z podpisaniem pokoju wersalskiego w 1783 r. Obszar na zachodzie został nabyty wraz z Terytorium Luizjany, jednak część doliny rzeki Red River był kwestią sporną aż do Konwencji z 1818 r. W 1805 r. płk. Zebulon Pike wytargował od Indian tereny w zlewisku rzek Minnesota i Missisipi. Fort Snelling powstał w latach 1819–1825. Żołnierze zbudowali nad wodospadem Saint Anthony pierwszą w okolicy infrastrukturę przemysłową napędzaną przez wodę, a młyn zbożowy oraz tartak stały się bodźcem dla powstania i rozwoju Minneapolis. Tymczasem w pobliżu fortu zaczęli osiedlać się urzędnicy, dzicy lokatorzy i krajoznawcy. W 1839 r. armia wymusiła na nich przeprowadzkę w dół rzeki, gdzie osiedlili się i stworzyli Saint Paul. Terytorium Minnesoty zostało utworzone 3 marca 1858. Tysiące ludzi przybyło by budować farmy i wycinać lasy. Dnia 11 maja 1858 Minnesota stała się 32. stanem Stanów Zjednoczonych.
Traktat pomiędzy białymi osadnikami a Siuksami oraz Odżibwejami stopniowo narzuciły Indianom porzucenie ich ziem na rzecz mniejszych rezerwatów. Pogarszające się warunki Siuksów doprowadziły do wybuchu w 1862 r. powstania Dakotów. Rezultatem sześciotygodniowej wojny była egzekucja 38 Indian – największa masowa egzekucja w historii USA – oraz zesłanie większości z pozostałych Siuksów do rezerwatu Crow Creek NA Terytorium Dakoty.

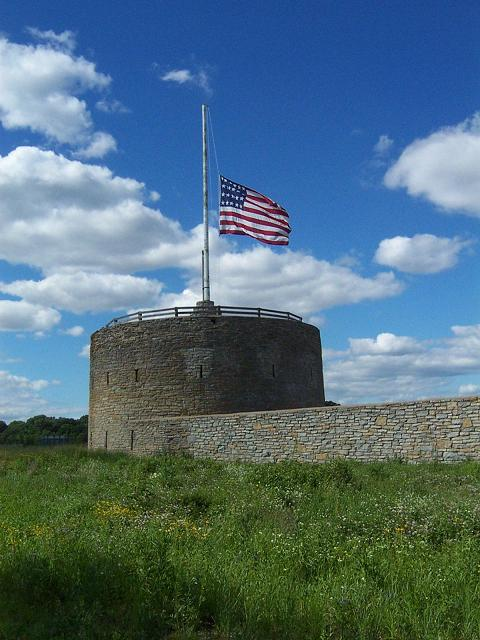
Fort Snelling odegrał kluczową rolę w historii Minnesoty oraz rozwoju Minneapolis i Saint Paul

Wycinanie lasów oraz rolnictwo było podstawą wczesnej gospodarki w stanie. Tartaki przy wodospadzie Saint Anthony i ośrodki drwali, takie jak: Pine City, Marine on St. Croix, Stillwater czy Winona, przetwarzały olbrzymie ilości budulca. Miasta te, jako położone nad rzekami, miały idealne warunki transportowe. W późniejszych latach wodospad Saint Anthony zaczęto wykorzystywać jako źródło energii dla młyna wodnego. Innowacje miejscowych młynarzy doprowadziły do wyprodukowania „patentowej” mąki Minnesota, która górowała ceną prawie dwukrotnie nad zwykłą mąką, którą zastępowała. W 1900 r. młyny w Minnesocie, którym przewodziły kompanie Pillsbury i Washburn-Crosby Company (poprzednik General Mills), przetwarzały 14,1% krajowego zboża.
Wydobycie rud żelaza rozpoczęto wraz z odkryciem rud żelaza w pasmach Mesabi i Vermilion w latach 80. XIX w. oraz w paśmie Cuyuna na początku XX w. Ruda była przewożona koleją do portów w Two Harbors i Duluth, a następnie przeładowywana na statki i transportowana na wschód przez Wielkie Jeziora.
Rozwój przemysłu i rozkwit produkcji na początku XX w. spowodował przeniesienie się części ludności z obszarów wiejskich do miast. Pomimo tego rolnictwo ciągle dominowało w gospodarce. Gospodarka Minnesoty została ciężko dotknięta przez Wielki kryzys, który doprowadził do spadku zarobków wśród rolników, zwolnień wśród górników i wzburzenia klasy robotniczej. Dodatkowym nieszczęściem, które dotknęło zachodnią Minnesotę i obie Dakoty, była susza w latach 1931–1935. Program „New Deal” umożliwił ożywienie gospodarcze. Roboty publiczne i inne programy naprawcze w stanie zakładały pewne prace dla Indian w ich rezerwatach, a Ustawa o reorganizacji Indian z 1934 r. umożliwiła plemionom zorganizowanie własnych władz samorządowych. Dało to Indianom ważny głos w decydowaniu o sprawach stanu oraz promowało większą tolerancję dla obrzędów plemiennych, ponieważ ceremonie religijne oraz język nie był już dłużej tłumiony.
Po II wojnie światowej wzrost gospodarczy nabrał tempa. Nowe technologie zwiększyły wydajność w rolnictwie, poprzez automatyzację podajników dla trzody i bydła, dojarek na farmach-mleczarniach i hodowlę kurczaków w wielkich budynkach. Uprawy stały się bardziej wyspecjalizowane dzięki hybrydom kukurydzy i pszenicy, oraz coraz popularniejszemu użyciu maszyn rolniczych, takich jak traktor czy kombajn. Profesor Norman Borlaug z Uniwersytetu Minnesoty wniósł własny wkład w ten rozwój, część zielonej rewolucji. Przyspieszony proces suburbanizacji spowodowany był przez powojenny wzrost popytu na mieszkania i wygodnemu transportowi. Wzrosła mobilność, a następnie możliwości tworzenia bardziej specjalistycznych miejsc pracy.
Po wojnie Minnesota stała się centrum technologicznym. Firma Engineering Research Associates została założona w 1946 r. w celu produkcji komputerów dla United States Navy. Po późniejszym połączeniu z Remington Rand, powstało Sperry Corporation. William Norris opuścił Sperry w 1957 r. i utworzył Control Data Corporation (CDC) produkujące superkomputery. Nieco później powstało Cray Inc., gdy Seymour Cray opuścił CDC, aby stworzyć własne przedsiębiorstwo.